# Александър Малинов (булевард в София)
„Александър Малинов“ е голям булевард в София, най-дългият път в ж.к. „Младост“. Наименуван е на българския политик Александър Малинов.
Простира се от „Цариградско шосе“ до Околовръстния път, в направление североизток-югозапад, като преди района на Академията на МВР свива на юг. Северно от „Цариградско шосе“ преминава в бул. „Христофор Колумб“, от който се отделя бул. „Брюксел“.

## Масов транспорт
- Автобуси: линии 4, 76, 88, 111, 113, 213, 305.
- Метро: метростанция „Александър Малинов“

## Обекти
На бул. „Александър Малинов“ или в неговия район се намират следните обекти (от север на юг):
- Национален институт по метеорология и хидрология
- 17 ОДЗ „Мечо Пух“
- 125 СОУ с преподаване на чужди езици „Боян Пенев“
- ЧСОУ „Еспа“
- СХБАЛ „Св. Панталеймон“
- 128 СОУ „Алберт Айнщайн“
- 39 СОУ „П. Динеков“
- 18 ЦДГ „Карлсон“
- Академия на МВР
- търговски център „Хит“
- Бизнес парк София
- Банишка река